# 圣日耳曼德弗雷内
圣日耳曼德弗雷内（法語：Saint-Germain-de-Fresney，法語發音：[sɛ̃ ʒɛʁmɛ̃ də fʁɛnɛ]，意为“弗雷内的圣日耳曼”）是法国厄尔省的一个市镇，位于该省东南部，属于埃夫勒区。

## 地理
圣日耳曼德弗雷内（48°57'33"N, 1°17'31"E）面积5.35 平方千米，位于法国诺曼底大区厄尔省，该省份为法国北部内陆省份，北起滨海塞纳省，西接奧恩省和卡爾瓦多斯省，南至厄尔-卢瓦省，东临瓦兹省、瓦兹河谷省和伊夫林省。
与圣日耳曼德弗雷内接壤的市镇（或旧市镇、城区）包括：勒瓦勒达维德、勒科尔米耶、弗雷内、拉巴罗尼。

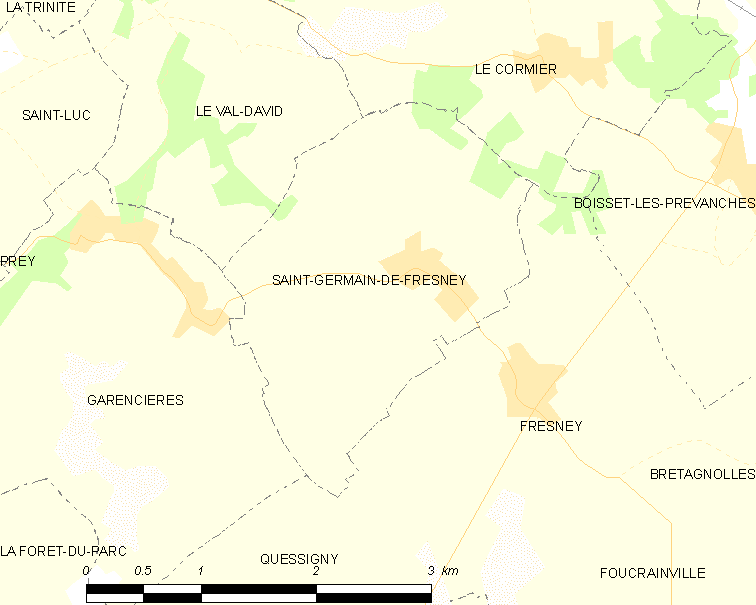
圣日耳曼德弗雷内的OSM定位图

圣日耳曼德弗雷内的时区为UTC+01:00、UTC+02:00（夏令时）。

## 行政
圣日耳曼德弗雷内的邮政编码为27220，INSEE市镇编码为27544。

## 政治
圣日耳曼德弗雷内所属的省级选区为圣安德烈德勒尔县。

## 人口

1962-2008年间圣日耳曼德弗雷内人口变化图示

圣日耳曼德弗雷内于2022年1月1日时的人口数量为195人。